# Kooljamägede
Kooljamägede este o arie protejată (arie specială de conservare — SAC, sit de importanță comunitară — SCI) din Estonia întinsă pe o suprafață de 8,3 ha, integral pe uscat.

## Localizare
Centrul sitului Kooljamägede este situat la coordonatele 58°30′22″N 22°34′29″E / 58.5062°N 22.5748°E.

## Înființare
Situl Kooljamägede a fost declarat sit de importanță comunitară în aprilie 2004 pentru a proteja un număr necunoscut de specii din flora spontană și fauna sălbatică aflate în arealul zonei. Situl a fost protejat și ca arie specială de conservare în august 2004.

## Biodiversitate
Situată în ecoregiunea boreală, aria protejată conține 1 habitat natural: Taiga vestică.
La baza desemnării sitului se află un număr nedeclarat de specii protejate.